# 6880 Hayamiyu
6880 Hayamiyu (1994 TG15) là một tiểu hành tinh vành đai chính được phát hiện ngày 13 tháng 10 năm 1994 bởi S. Otomo ở Kiyosato.